# Dottenheim

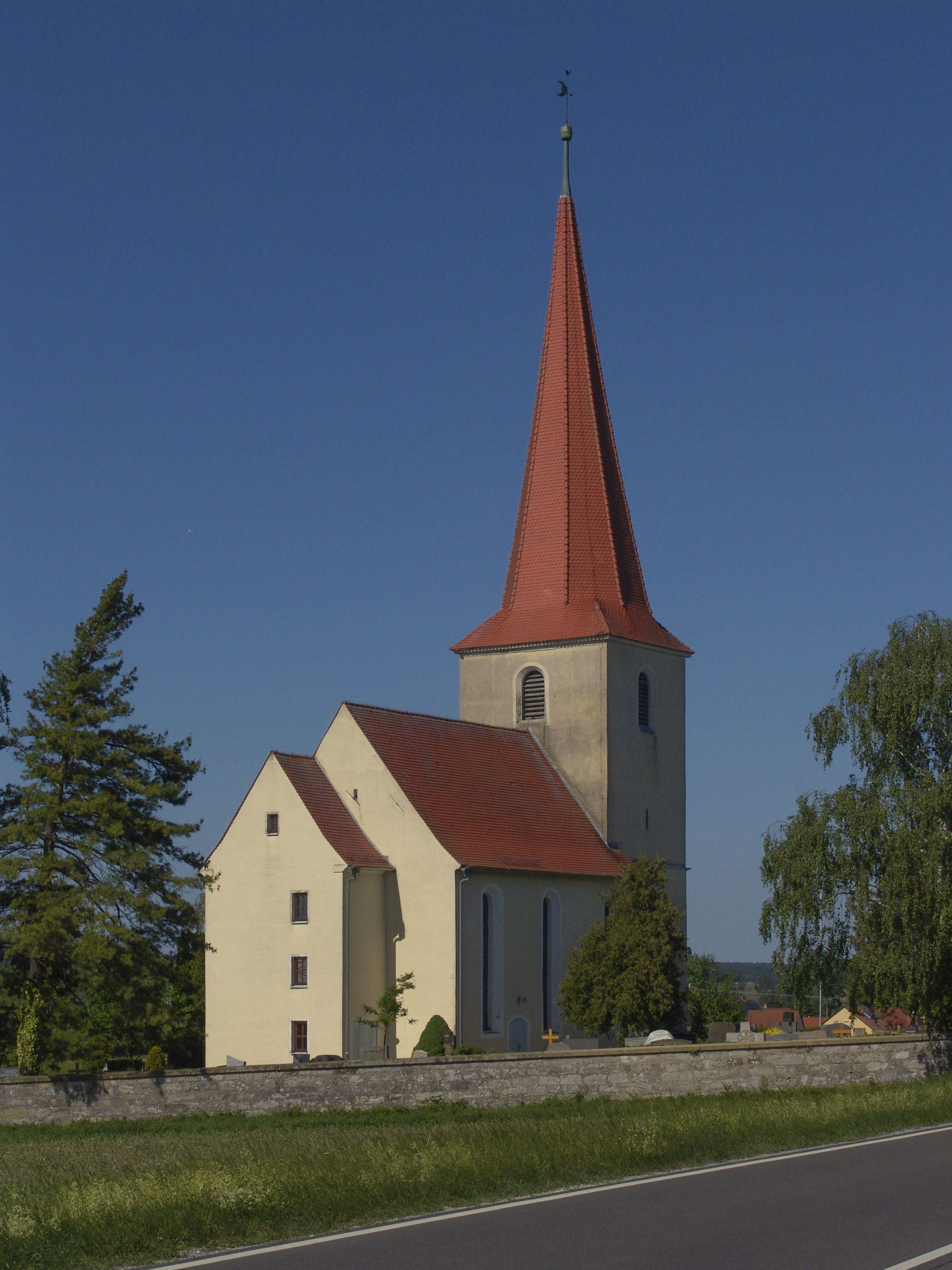
Evangelisch-lutherische Pfarrkirche St. Markus

Dottenheim (fränkisch: Dodna) ist ein Gemeindeteil der Gemeinde Dietersheim im Landkreis Neustadt an der Aisch-Bad Windsheim (Mittelfranken, Bayern). Die Gemarkung Dottenheim hat eine Fläche von 6,063 km². Sie ist in 683 Flurstücke aufgeteilt, die eine durchschnittliche Fläche von 8877,14 m² haben.

## Geografie
Das Pfarrdorf liegt an der Aisch. 0,75 km östlich des Ortes erhebt sich der Schellkopf (340 m ü. NHN), 0,5 km südöstlich der Weinberg (392 m ü. NHN), 0,5 km südlich liegt das Waldgebiet Luderschlag, 0,75 km südwestlich das Trempelein, 0,75 km südwestlich Im Oberen Ried und 0,5 km nördlich Am Wasen. Durch den Ort verläuft die Bundesstraße 470 nach Dietersheim (2 km nordöstlich) bzw. nach Ipsheim (3,5 km südwestlich). Die Kreisstraße NEA 26 führt nach Altheim (0,8 km nordwestlich) bzw. nach Walddachsbach (2,3 km südöstlich). Ein Anliegerweg führt zur Schormühle (0,3 km nordwestlich).

## Geschichte
Der Ort wurde 744 als „Tottenheim“ erstmals urkundlich erwähnt. Das Bestimmungswort des Ortsnamens ist der Personenname Totto. Dottenheim war zeitweise ein freies Reichsdorf. Nach Aufhebung der Reichsunmittelbarkeit um 1300 kam der Ort an das Haus Hohenlohe, anschließend an die Reichsstadt Rothenburg und 1525 an das Fürstentum Ansbach. Trotz der Einführung der Reformation in der Region ab 1528, wurde noch 1535 und 1540 das katholische Fronleichnamsfest in Dottenheim gefeiert. Im Dreißigjährigen Krieg, in welchem im Oktober 1621 eine von dem Oberstleutnant Muffel gezogene Reiterlinie (zum Schutz der kriegswichtigen Orte Birkenfeld, mit seinem Gestüt, und Neustadt) vor den in das Gebiet eingedrungenen Söldnertruppen ihre Befehlsstelle hatte, wurde das gesamte Dorf zerstört. Zudem starben 30 Menschen an der „Pest“. Im Jahr 1641 befanden sich von ursprünglich 130 Mannschaften (selbständigen Haushalten) noch neun in Dottenheim. Nach dem Dreißigjährigen Krieg wurde der Ort durch protestantische Glaubensvertriebene aus Österreich östlich der Kirche wieder aufgebaut.
Gegen Ende des 18. Jahrhunderts gab es in Dottenheim 57 Anwesen. Das Hochgericht übte das brandenburg-bayreuthische Vogtamt Lenkersheim aus. Die Dorf- und Gemeindeherrschaft hatte das Kastenamt Ipsheim. Grundherren waren das Fürstentum Bayreuth (48 Anwesen; Kastenamt Ipsheim: Pfarrhaus, Schulhaus, Kirche, 2 Wirtshäuser, 24 Güter, 1 Gütlein, 2 Schmieden, 10 Häuser; Klosteramt Birkenfeld: 3 Häckersgüter, 1 Gut; Vogtamt Altheim: 5 Sölden), das Spital Neustadt an der Aisch (2 Halbhöfe, 2 Häckersgüter), die Pfarrei Ipsheim (1 Haus), die Reichsstadt Windsheim (1 Gütlein, 2 Häckersgütlein) und das Rittergut Ullstadt (1 Gut).
Von 1797 bis 1810 unterstand der Ort dem Justizamt Külsheim und Kammeramt Ipsheim. 1810 kam Dottenheim zum Königreich Bayern. Im Rahmen des Gemeindeedikts wurde es dem 1811 gebildeten Steuerdistrikt Altheim und der 1817 gebildeten Ruralgemeinde Altheim zugeordnet. Mit dem Zweiten Gemeindeedikt (1818) entstand die Ruralgemeinde Dottenheim. Sie war in Verwaltung und Gerichtsbarkeit dem Landgericht Windsheim zugeordnet und in der Finanzverwaltung dem Rentamt Ipsheim. Die freiwillige Gerichtsbarkeit und die Polizei für ein Anwesen hatte bis 1848 das Patrimonialgericht Ullstadt inne. Ab 1862 gehörte Dottenheim zum Bezirksamt Uffenheim (1939 in Landkreis Uffenheim umbenannt) und ab 1856 zum Rentamt Windsheim (1919 in Finanzamt Windsheim umbenannt, seit 1972 Finanzamt Uffenheim). Die Gerichtsbarkeit blieb beim Landgericht Windsheim (1879 in Amtsgericht Windsheim umbenannt), seit 1973 ist das Amtsgericht Neustadt an der Aisch zuständig. Die Gemeinde hatte 1964 eine Gebietsfläche von 6,032 km².
Am 1. Juli 1972 wurde Dottenheim im Zuge der Gebietsreform in Bayern nach Dietersheim eingemeindet.

### Baudenkmäler
In Dottenheim gibt es vier Baudenkmäler:
- evangelisch-lutherische Pfarrkirche St. Markus
- Friedhofsummauerung
- Wohnstallhäuser

### Bodendenkmäler
In der Gemarkung Dottenheim gibt es drei Bodendenkmäler.

### Einwohnerentwicklung
| Jahr      | 1818   | 1840   | 1852   | 1855   | 1861   | 1867   | 1871   | 1875   | 1880   | 1885   | 1890   | 1895   | 1900   | 1905   | 1910   | 1919   | 1925   | 1933   | 1939   | 1946   | 1950   | 1952   | 1961   | 1970   | 1987   | 2014  |
| Einwohner | 410    | 441    | 411    | 417    | 426    | 406    | 419    | 441    | 419    | 417    | 385    | 355    | 341    | 331    | 317    | 321    | 331    | 317    | 506    | 513    | 495    | 426    | 415    | 395    | 354    | 405   |
| Häuser    | 58     | 74     |        |        |        |        | 74     |        |        | 77     | 77     |        | 80     |        |        |        | 73     |        |        |        | 75     |        | 83     |        | 98     |       |
| Quelle    | [ 21 ] | [ 22 ] | [ 23 ] | [ 23 ] | [ 24 ] | [ 25 ] | [ 26 ] | [ 27 ] | [ 28 ] | [ 29 ] | [ 30 ] | [ 23 ] | [ 31 ] | [ 23 ] | [ 32 ] | [ 23 ] | [ 33 ] | [ 23 ] | [ 23 ] | [ 23 ] | [ 34 ] | [ 23 ] | [ 16 ] | [ 35 ] | [ 36 ] | [ 2 ] |

## Religion
Der Ort ist Sitz der Pfarrei St. Markus und ist seit der Reformation evangelisch-lutherisch geprägt.